# Giuse Đinh Đức Đạo
Giuse Đinh Đức Đạo (sinh 1945) là một giám mục Công giáo người Việt, ông từng đảm nhiệm chức vụ giám mục chính tòa Giáo phận Xuân Lộc (2016–2021). Trước đó, ông từng là giám mục phụ tá (2013–2015) và giám mục phó (2015–2016) của giáo phận này. Trong Hội đồng Giám mục Việt Nam, Giám mục Giuse Đinh Đức Đạo từng đảm nhận vai trò viện trưởng Học viện Công giáo Việt Nam (2015–2024) và từng là Chủ tịch Ủy ban Giáo dục Công giáo (nhiệm kì 2013–2016, 2016–2019).
Giám mục Giuse Đinh Đức Đạo sinh năm 1945 tại Nam Định, từ sớm đã vào Tiểu chủng viện Thánh Phanxicô Xaviê Bùi Chu, sau đó vào Đại Chủng viện Thánh Giuse Sài Gòn trong vòng một năm thì đi du học tại Rôma. Năm 1971, ông được truyền chức linh mục tại Sài Gòn. Sau khi được truyền chức, linh mục Đạo tiếp tục sang du học Rôma và ở tại đây cho đến năm 2009. Trong gần 50 năm tại Rôma, linh mục Đạo giữ nhiều chức vụ như: phó giám đốc rồi giám đốc Trung tâm Linh hoạt Truyền giáo Quốc tế (C.I.A.M.), giám đốc linh đạo của Foyer Phaolô VI, giám đốc Văn phòng phối kết Tông đồ Mục vụ Việt Nam hải ngoại; tại Bộ Truyền giáo, ông là thành viên tư vấn Hội đồng Tòa Thánh về Đối thoại Liên tôn... Trong thời gian này, ông còn được phong tước Đức Ông. Trở về Việt Nam năm 2009, ông kiêm nhiệm thêm chức Giám đốc Đại chủng viện Thánh Giuse Xuân Lộc.
Ngày 28 tháng 2 năm 2013, Giáo hoàng Biển Đức XVI bổ nhiệm Đức ông Giuse Đinh Đức Đạo làm giám mục phụ tá Giáo phận Xuân Lộc. Lễ tấn phong giám mục cho ông diễn ra ngày 5 tháng 4 năm 2013. Tiếp nối sau đó, tháng 6 năm 2015, Giáo hoàng Phanxicô bổ nhiệm Giám mục Đạo làm giám mục phó giáo phận này, đến tháng 5 năm 2016, ông chính thức trở thành giám mục chính tòa Giáo phận Xuân Lộc khi giáo hoàng chấp thuận đơn từ nhiệm của Giám mục chính tòa Đa Minh Nguyễn Chu Trinh.
Ngày 6 tháng 6 năm 2019, Giáo hoàng Phanxicô bổ nhiệm ông làm thành viên Thánh bộ Giáo dục Công giáo, trực thuộc Giáo triều Rôma. Ngày 8 tháng 7 năm 2020, ông được bổ nhiệm làm thành viên Hội đồng Giáo hoàng về Đối thoại Liên tôn.

## Thân thế và tu tập
Giám mục Đinh Đức Đạo sinh ngày 2 tháng 3 năm 1945 tại giáo xứ Thức Hóa, giáo phận Bùi Chu, thuộc xã Giao Thịnh, huyện Giao Thủy, tỉnh Nam Định. Từ thuở nhỏ, vị giám mục đã vào học tại Tiểu chủng viện Thánh Phanxicô Xaviê Bùi Chu năm 1957 hoặc 1961. Sau thời gian học tại Tiểu chủng viện, ông được vào Đại chủng viện Sài Gòn và học tại đây trong vòng từ năm 1964 đến năm 1965. Năm 1965, ông được cử đi du học tại Rôma và học tại Đại học giáo hoàng Roma đến năm 1971 thì tốt nghiệp.

## Linh mục
Thầy Giuse Đinh Đức Đạo đã được thụ phong linh mục vào ngày 27 tháng 3 năm 1971, thuộc Tổng giáo phận Sài Gòn. Ngay trong năm được chịu chức, tân linh mục Giuse Đạo đã được cử tiếp tục đi du học Rôma và ông đã tốt nghiệp năm 1976 với văn bằng Tiến sĩ thần học luân lý tại Đại học Alfonsianum. Trong thời gian tu học, linh mục Đạo cư ngụ tại Đại học giáo hoàng Thánh Phêrô. Sau khi nhận văn bằng tại Đại học Alfonsianum Rôma, ông được giữ lại và được bổ nhiệm giữ chức vụ Phó giám đốc Trung tâm Linh hoạt Truyền giáo Quốc tế (C.I.A.M.) từ năm 1976 đến khi trở thành Giám đốc Trung tâm này vào năm 2007. Song song với chức vụ Giám đốc Trung Tâm linh hoạt Truyền giáo, từ năm 1980 đến năm 2009, ông còn thêm nhiệm chức vụ Giáo sư tại Phân khoa Truyền giáo - Đại học giáo hoàng Urbano, và Viện Giáo lý và Linh đạo Truyền giáo. Từ năm 1981 đến năm 2007, ông còn là Giám đốc linh đạo của Foyer Phaolô VI.
Ngoài ra, Trong khoảng thời gian từ năm 1982 đến năm 1983, ông học và tốt nghiệp văn bằng thứ hai là Tiến sĩ Truyền giáo học tại Đại học giáo hoàng Gregoriana, cư ngụ tại Đại học giáo hoàng Urbano. Linh mục Đinh Đức Đạo chính thức nhận tước vị Đức ông vào ngày 29 tháng 6 năm 1989.
Sinh sống tại Rôma, ông kiêm nhiệm nhiều chức vụ song hành: Ngoài những chức vụ nêu trên, thì từ năm 1987 đến năm 1993, ông còn là thành viên Hội đồng Quốc tế về Giáo lý (COINCAT) thuộc Bộ Giáo sĩ. Từ năm 1992 đến năm 2001, ông là Thành viên Tổ chức "Nostra Aetate" thuộc Hội đồng Tòa Thánh về Đối thoại Liên tôn. Trong khoàng thời gian từ năm 1995 đến năm 2000, ông là thành viên Ủy ban Mục vụ Năm Thánh 2000. Từ năm 1999 đến năm 2005, ông là Giám đốc Văn phòng phối kết Tông đồ Mục vụ Việt Nam hải ngoại, tại Bộ Truyền giáo. Ngoài ra, từ năm 2001 đến năm 2012, ông là thành viên tư vấn Hội đồng Tòa Thánh về Đối thoại Liên tôn.
Trở về nước theo lời mời của Giám mục chính tòa Giáo phận Xuân Lộc Đa Minh Nguyễn Chu Trinh để giữ chức vụ Giám đốc Đại chủng viện Thánh Giuse Xuân Lộc, ngày 15 tháng 9 năm 2009, Đức ông Đinh Đức Đạo về nước, chính thức nhận nhiệm vụ này. Đức ông Đạo về làm Giám đốc thay thế linh mục giám đốc Đại chủng viện là Giuse Nguyễn Năng đã được Tòa Thánh bổ nhiệm làm Giám mục chính tòa Giáo phận Phát Diệm vào tháng 7 cùng năm.

## Giám mục

### Giám mục phụ tá Xuân Lộc

#### Công bố
Ngày 28 tháng 2 năm 2013, trước khi thoái vị, Giáo hoàng Biển Đức XVI đã bổ nhiệm Đức ông Giuse Đinh Đức Đạo làm Giám mục hiệu tòa Gadiaufala, Giám mục phụ tá Giáo phận Xuân Lộc. Đây là lần bổ nhiệm Giám mục cuối cùng của Giáo hoàng Biển Đức XVI trước khi ông từ nhiệm sứ vụ giáo hoàng.
Văn phòng Tòa Giám mục Xuân Lộc ngày 16 tháng 3 năm 2013 thông báo việc phong chức cho Tân giám mục Phụ tá Giuse sẽ được cử hành vào ngày 5 tháng 4 năm 2013, dịp kết thúc Hội nghị thường niên lần I năm 2013 của Hội đồng Giám mục Việt Nam tại Bà Rịa.

#### Ý nghĩa huy hiệu và Khẩu hiệu Giám mục
Tân giám mục Đinh Đức Đạo đã chọn khẩu hiệu Giám mục của mình là "Này là Mình Thầy" cùng hình ảnh logo, ông cho rằng chúng có một số ý nghĩa sâu sắc, ông giải nghĩa như sau:
- Ý nghĩa hình ảnh huy hiệu:

| “ | Bánh Thánh và Chén Máu Thánh diễn tả tình yêu tuyệt hảo, dâng hiến trọn vẹn của Thiên Chúa để tha thứ và cứu độ con người (x. Ga 6,53-58). Vì vậy, loài người trong mọi hoàn cảnh và thời đại vẫn luôn có thể hy vọng vào lòng thương xót vô biên của Ngài. Đức Mẹ là mẫu gương của “lòng tin chuyển núi rời non” (x. Mt 17,20), được xưng tụng là người có phúc vì đã tin (x. Lc 1,45), là người Mẹ đồng hành hướng dẫn và trợ lực các môn đệ Chúa trong sứ mệnh loan truyền tình yêu cứu độ của Người “cho tới khi Chúa đến” (x. 1Cr 11,26). Cây cải và Đất diễn tả sức mạnh của lòng tin có sức chuyển núi rời non (x. Mt 17,20) đã được ban cho Giáo hội trong suốt hành trình lịch sử. Nếu môn đệ Chúa, với Đức Tin, kiên vững gieo rắc tình yêu của Chúa vào lòng con người thời đại, sẽ thay đổi thế giới. | ” |

- Giải nghĩa tóm tắt về khẩu hiệu Giám mục: “Này là Mình Thầy…” (Mc 14,22-24).

| “ | Đây là khẩu hiệu đã được chọn cho cuộc đời và sứ mệnh giám mục như sứ vụ làm vang vọng lại lời của Chúa để chính Chúa có thể tiếp tục nói vào lòng người thời đại: “Này là Mình Thầy, các con hãy cầm lấy mà ăn; này là chén máu Thầy, các con hãy nhận lấy mà uống” (Mc 14,22-24). Khẩu hiệu này phát sinh từ cuộc đời của Đức Thánh Cha, Chân phước Gioan Phaolô II. Vào những năm tháng cuối cùng của cuộc đời và sứ mệnh Chủ chăn, Ngài thấy sức mạnh của sự dữ dấy lên và lan tràn khắp nơi. Trong khi đó, con người lại hết sức yếu đuối. Sứ mệnh mục tử của Ngài lúc này chuyển từ việc hăng say hoạt động sang âm thầm chịu đựng đau khổ, bệnh tật, để kêu cầu cho nhân loại lòng thương xót của Chúa, Đấng đã nói: “Này là Mình Thầy, các con hãy cầm lấy mà ăn; này là chén máu Thầy, các con hãy nhận lấy mà uống” (Mc 14,22-24). Tình yêu này là tình yêu của chính Thiên Chúa, Đấng yêu thương nhân loại vô điều kiện: thương yêu, dâng hiến, tha thứ, cứu vớt. | ” |

#### Lễ Tấn phong
Ngày 5 tháng 4 cùng năm, ông được tấn phong Giám mục với khẩu hiệu: "Này là mình Thầy" (Hoc est Corpus Meum) bởi Giám mục chính tòa Giáo phận Xuân Lộc Đa Minh Nguyễn Chu Trinh và hai Giám mục phụ phong là Giám mục Phó Giáo phận Bùi Chu Tôma Aquinô Vũ Đình Hiệu và Giám mục Phụ tá Tổng giáo phận Thành phố Hồ Chí Minh Phêrô Nguyễn Văn Khảm. Tham dự Thánh Lễ tấn phong có đầy đủ các giám mục từ 25 giáo phận còn lại, trong đó có Tổng giám mục Leopoldo Girelli, đại diện Tòa Thánh không thường trú tại Việt Nam, Hồng y Gioan Baotixita Phạm Minh Mẫn, Tổng giám mục Tổng giáo phận Thành phố Hồ Chí Minh, Tổng giám mục Tổng giáo phận Hà Nội Phêrô Nguyễn Văn Nhơn, Chủ tịch Hội đồng Giám mục Việt Nam, và các Giám mục, linh mục, Tu sĩ nam nữ, thân nhân của ông cùng toàn thể khách mời. Ước tính con số tham dự Lễ tấn phong Giám mục cho ông khoảng 10.000 người đến 15.000 người.

#### Các lễ Tạ ơn và công việc mục vụ
Vào ngày 23 tháng 4, ngay sau khi được tấn phong, tân giám mục đã sắp xếp và về quê hương Thức Hóa - Bùi Chu làm lễ Tạ ơn. Đồng tế với giám mục Đạo, còn có giám mục chính tòa Nguyễn Chu Trinh, giám mục chính tòa Giáo phận Bùi Chu Giuse Hoàng Văn Tiệm, giám muc Phó Bùi Chu Tôma Aquinô Vũ Đình Hiệu, Giám mục Lạng Sơn Giuse Đặng Đức Ngân, giám mục Bắc Ninh Cosma Hoàng Văn Đạt, giám mục Phụ tá Hà Nội Lôrensô Chu Văn Minh, giám mục Thanh Hóa Giuse Nguyễn Chí Linh.
Tân giám mục Đinh Đức Đạo đã đến Minnesota, Hoa Kì vào ngày 9 tháng 6 năm 2013 để thăm lại gia đình mình lần đầu trong cương vị giám mục, sau đó, ông cũng đến Philadelphia thăm đồng hương Thức Hóa của ông. Tại đây, ông chủ sự lễ Tạ ơn của mình, đồng tế với ông có 14 linh mục Việt Nam và 3 linh mục Hoa Kỳ. Ngoài ra, trong thánh lễ còn có hai thầy Phó Tế vĩnh viễn Việt Nam phụ tế. Tham dự lễ có khoảng 600 giáo dân thuộc thành phố Philadelphia và vùng phụ cận.
Vào kì Đại hội Hội đồng Giám mục Việt Nam XII diễn ra từ ngày 7 đến ngày 11 tháng 10 năm 2013, Giám mục Đinh Đức Đạo được chọn làm Chủ tịch Ủy ban Giáo dục Công giáo trực thuộc Hội đồng Giám mục Việt Nam.

### Giám mục Phó Giáo phận Xuân Lộc
Vào lúc 12 giờ Rôma (tức 17 giờ Việt Nam) ngày 04 tháng 6 năm 2015, Phòng Báo chí Toà Thánh đã công bố thông tin về việc bổ nhiệm Giám mục Phụ tá Giáo phận Xuân Lộc Giuse Đinh Đức Đạo làm Giám mục phó Giáo phận Xuân Lộc, với quyền kế vị. Giám mục Đạo đương nhiên kế vị giám mục Đa Minh Nguyễn Chu Trinh khi giám mục này qua đời, từ nhiệm hay bị thuyên chuyển hay nói cách khác là giáo phận Xuân lộc trống tòa. Ngay ngày hôm sau, Tòa giám mục Xuân Lộc ra thông báo được soạn thảo bởi Giám mục Đa Minh Nguyễn Chu Trinh thông báo tin vui cho giáo phận, đồng thời hướng dẫn đọc kinh nguyện thánh thể theo chức vụ mới của Giám mục Đạo, và dành lễ cầu nguyện cho Tân giám mục Phó.
Ngày 3 tháng 8 năm 2015, ông trở thành Viện trưởng Học viện Công giáo Việt Nam. Việc thành lập Học viện Công giáo được xem là một bước ngoặt lịch sử của Công giáo tại Việt Nam. Vì sau năm 1975, chính quyền Việt Nam ra lệnh đóng cửa các cơ sở giáo dục Công giáo tại miền Nam Việt Nam. Ông khá lạc quan tự tin về làn gió mới này. Trong một cuộc phỏng vấn giám mục Đạo bày tỏ niềm tin về mối quan hệ ngày càng tốt đẹp giữa Vatican - Việt Nam đã là bước đệm để thành lập học viện này, ông cho rằng:Bước đầu tiên được thể hiện bằng việc thành lập một viện mới có thể dẫn đến việc thành lập một trường đại học thực thụ với một số khoa. "Trong khi Toà Thánh luôn tỏ ra sẵn sàng đối thoại, chính phủ cũng có ý định cải thiện mối quan hệ với Toà Thánh: những mong muốn này là có lợi, đó là điều tốt cho Giáo hội địa phương.
Đầu tháng 10 năm 2015, ông được chọn tham dự Thượng hội Đồng Giám mục thế giới với Tổng giám mục Tổng giáo phận Thành phố Hồ Chí Minh Phaolô Bùi Văn Đọc với tư cách Đại diện cho Hội đồng Giám mục Việt Nam.
Ngày 2 tháng 4 năm 2016, Giám mục Phó Giuse Đinh Đức Đạo đồng tế lễ mừng kim khánh 50 năm linh mục của Giám mục Chính Đa Minh Nguyễn Chu Trinh, sau đó ông về quê hương Thức Hóa, thuộc Giáo phận Bùi Chu của mình, ông đến đây vào lúc 16 giờ 30 chiều. Ông đã đến nghĩa trang thắp hương cho cha và ông bà mình cũng như cầu nguyện cho họ. Sau đó, ông chủ sự thánh lễ, đồng tế với Giám mục Đạo có linh mục quản hạt chính tòa Xuân Lộc, 2 linh mục là giáo sư Đại Chủng viện Xuân Lộc và linh mục quản lí Đền thánh Thức Hóa. Tham dự thánh lễ có các nam nữ tu sĩ đến từ giáo phận Xuân Lộc, các sơ dòng Mến Thánh Giá, dòng Thăm Viếng, dòng Đaminh thuộc các sở dòng trong giáo phận Bùi Chu và đông đảo cộng đoàn Thức Hóa. Ông cũng đã hứa sẽ trở lại nơi đây dịp kỉ niệm 100 năm xây dựng Thánh đường vào năm 2017.

### Giám mục chính tòa Giáo phận Xuân Lộc
Vào lúc 12 giờ Vatican, tức 17 giờ Việt Nam ngày 7 tháng 5 năm 2016, Phòng báo chí Tòa Thánh loan tin Giáo hoàng Phanxicô đã chấp thuận cho Giám mục chính tòa Giáo phận Xuân Lộc Đa Minh Nguyễn Chu Trinh (76 tuổi) nghỉ hưu, Giám mục Phó Giuse Đinh Đức Đạo đương nhiên kế vị giám mục chính tòa Giáo phận Xuân Lộc theo Giáo luật. Giám mục Đinh Đức Đạo sẽ là người cha tinh thần của giáo dân giáo phận Xuân Lộc, nơi đông giáo dân nhất Việt Nam, khoảng 940.080 người. Giáo phận Xuân Lộc cũng có 248 giáo xứ, 545 linh mục triều và dòng, 145 đại chủng sinh, và hơn 1.800 nữ tu theo Niêm giám năm 2016 của Tòa Thánh. Được biết, Giám mục Đinh Đức Đạo là Giám mục chính tòa thứ năm của giáo phận này. Giám mục Giuse Đinh Đức Đạo ngoài tiếng Việt còn nói thông thạo tiếng Ý, tiếng Tây Ban Nha, tiếng Anh, tiếng Pháp, đọc hiểu tiếng La tinh và tiếng Đức.
Ngày 31 tháng 5 năm 2016, ông dâng lễ chính thức nhận sứ vụ Giám mục chính tòa. Đồng tế với Tân giám mục chính tòa có hơn 300 linh mục, các Đức Ông, và các 6 giám mục, trong đó có Đại diện Tòa Thánh Leopoldo Girelli, Giám mục Đa Minh Nguyễn Chu Trinh, Nguyên giám mục chính tòa Xuân Lộc. Ngày 10 tháng 6, sau khi chính thức chấp chính giáo phận, Tân giám mục chính tòa Giuse Đinh Đức Đạo ra thư bổ nhiệm các chức danh của Giáo phận bị khuyết, cũng là các chức vụ thời còn làm Giám mục Phó của ông. Cụ thể, giám mục Đạo chọn linh mục Gioan Đỗ Văn Ngân, hiện là Phó Giám đốc Ban Triết học Đại chủng viện Thánh Giuse Xuân Lộc làm linh mục Tổng Đại diện Giáo phận Xuân Lộc, linh mục Giuse Đệ Đoàn Viết Thảo, hiện là Phó Giám đốc Ban Thần học Đại chủng viện Thánh Giuse Xuân Lộc làm Giám đốc Đại chủng viện này.
Trong kì họp Đại hội Hội đồng Giám mục Việt Nam XIII tại Trung tâm mục vụ Tổng giáo phận Thành phố Hồ Chí Minh từ ngày 3 đến 7 tháng 10 năm 2016, các giám mục nhất trí tiếp tục chọn ông làm Giám mục Chủ tịch Ủy ban Giáo dục Công giáo thêm một nhiệm kì 2016 - 2019, sau nhiệm kì 2013 - 2016 với cùng chức vụ.
Ngày 2 tháng 3 năm 2017, giám mục Giuse đã gặp gỡ nhóm Nhóm Lửa Yêu Thương, là một nhóm giới trẻ muốn tham gia vào công cuộc truyền đạo tại Tòa giám mục Giáo phận Xuân Lộc. Ông cũng chỉ dẫn cho công việc cụ thể mà nhóm này đang đặt ra có thể đạt hiệu quả hơn và quan trọng là được chuẩn nhận khi trình lên ông và sau khi được ông và Hội đồng Giám mục Việt Nam chuẩn y.
Ngày 2 tháng 5 năm 2017, Tòa Thánh đã chấp nhận lời khẩn khoản của Giám mục Đinh Đức Đạo, là xin cho Giáo phận Xuân Lộc có một giám mục Phụ tá, để cộng tác với ông trong công việc mục vụ. Tòa Thánh đã quyết định chọn linh mục Tổng đại diện Gioan Đỗ Văn Ngân làm Giám mục Hiệu tòa Buleliana, Giám mục Phụ tá Giáo phận Xuân Lộc. Lễ Tấn phong tân giám mục Phụ tá Gioan do Giám mục Đạo làm chủ tế, đồng thời là chủ phong cho Tân giám mục, Thánh lễ này cử hành một tháng sau đó, ngày 1 tháng 6.
Trong hai ngày từ 26 đến 27 tháng 2 năm 2018, giám mục Đinh Đức Đạo cùng tất cả các giám mục Việt Nam tập trung chuẩn bị cho chuyến viếng thăm Ad limina tại Roma để viếng mộ 2 thánh tông đồ Phaolô và Phêrô theo giáo luật 5 năm một lần. Trước đó đoàn các giám mục ghé Paris thăm và làm việc với hội thừa sai Paris và đại học công giáo Paris, đồng thời gặp gỡ các linh mục, tu sĩ đang du học tại đây. Dự kiến, đoàn chính thức được yết kiến Giáo hoàng Phanxicô vào ngày 5 tháng 3 cùng năm.
Ngày 6 tháng 6 năm 2019, giám mục Đinh Đức Đạo được Giáo hoàng bổ nhiệm làm thành viên Thánh bộ Giáo dục Công giáo, trực thuộc Giáo triều Rôma. Một năm sau đó, ngày 8 tháng 7 năm 2020, ông được bổ nhiệm làm Thành viên Hội đồng Giáo hoàng về Đối thoại Liên tôn.
Chiều ngày 16 tháng 1 năm 2021, Đại diện Tòa Thánh không thường trú tại Việt Nam Marek Zalewski gửi Thông cáo Báo chí 304/21/V loan tin Giáo hoàng Phanxicô đã chấp thuận đơn từ nhiệm của Giám mục chính tòa Xuân Lộc Giuse Đinh Đức Đạo, đồng thời bổ nhiệm Giám mục phụ tá Xuân Lộc Gioan Đỗ Văn Ngân làm Giám mục chính tòa của giáo phận này.

### Hưu dưỡng
Trong kỳ họp Thường niên lần I năm 2024 của Hội đồng Giám mục Việt Nam, các giám mục đã đồng ý với đề nghị từ nhiệm của Giám mục Đinh Đức Đạo khỏi chức Viện truởng Học viện Công giáo Việt Nam. Hội đồng cũng đã chọn Giám mục Phêrô Nguyễn Văn Khảm làm Tân viện trưởng.

## Tông truyền
Giám mục Giuse Đinh Đức Đạo được tấn phong năm 2013, thời Giáo hoàng Bênêđíctô XVI :
- Giám mục Chủ phong: Giám mục chính tòa Giáo phận Xuân Lộc Đa Minh Nguyễn Chu Trinh.
- Hai giám mục phụ phong: Giám mục Phó Giáo phận Bùi Chu Tôma Aquinô Vũ Đình Hiệu và Giám mục Phụ tá Tổng giáo phận Thành phố Hồ Chí Minh Phêrô Nguyễn Văn Khảm.

Giám mục Giuse Đinh Đức Đạo là chủ phong cho giám mục:
- Năm 2017, Giám mục Gioan Đỗ Văn Ngân, hiện đang là Giám mục chính tòa Giáo phận Xuân Lộc.

Dưới đây là sơ đồ tính Tông truyền từ giám mục Việt Nam đầu tiên được giám mục ngoại quốc chủ phong cho đến đời Giám mục Đinh Đức Đạo.